# Iris Zero
Iris Zero (アイリス・ゼロ, Airisu zero) est un manga de type seinen écrit par Piroshiki et dessiné par Takana Hotaru. Il est prépublié dans le magazine Monthly Comic Alive depuis le 27 avril 2009 et édité par Media Factory. La version française est éditée par Doki-Doki.

## Synopsis
Dans un monde où 99 % des enfants possèdent la faculté de « voir » des choses invisibles autrement à l'aide de l'Iris, un pouvoir réservé aux enfants, Tōru, un jeune collégien, en est dépourvu. C'est pourquoi il fuit le regard de ses camarades et se tient à l'écart d'eux. Il est harcelé a cause de sa différence. Mais un jour Koyuki Sasamori, une de ses camarades, vient lui demander un service. Tōru se retrouve alors, malgré lui, au centre de tous les regards… Un périple à la fois comique et émouvant s'ensuit alors.

## Personnages
Toru Mizushima (水島 透, Mizushima Tōru)
Koyuki Sasamori (佐々森 小雪, Sasamori Koyuki)
Asahi Yuki (結城 あさひ, Yuki Asahi)
Hijiri Shinozuka (篠塚 聖, Shinozuka Hijiri)
Nanase Kuga (久賀 七瀬, Kuga Nanase)
Harumi Tokita (時田 晴海, Tokita Harumi)

## Manga
Le manga, écrit par Piroshiki et dessiné par Takana Hotaru, a débuté le 27 avril 2009 dans le magazine Monthly Comic Alive. Le premier volume relié est publié par Media Factory le 23 octobre 2009. À la suite de problèmes de santé de Takana Hotaru, la série a été mise en pause entre juin 2012 et octobre 2013. La version française est publiée par Doki-Doki depuis le 8 février 2012.

### Liste des volumes
| no | Japonais         | Japonais          | Français          | Français          |
| no | Date de sortie   | ISBN              | Date de sortie    | ISBN              |
| -- | ---------------- | ----------------- | ----------------- | ----------------- |
| 1  | 23 octobre 2009  | 978-4-8401-2927-5 | 8 février 2012    | 978-2-81890-833-4 |
| 2  | 23 avril 2010    | 978-4-8401-3317-3 | 11 avril 2012     | 978-2-81890-921-8 |
| 3  | 22 janvier 2011  | 978-4-8401-3735-5 | 4 juillet 2012    | 978-2-81890-998-0 |
| 4  | 23 juillet 2011  | 978-4-8401-4013-3 | 12 septembre 2012 | 978-2-81892-142-5 |
| 5  | 23 février 2012  | 978-4-8401-4416-2 | 13 février 2013   | 978-2-81892-211-8 |
| 6  | 22 mars 2014     | 978-4-04-066273-2 | 5 novembre 2014   | 978-2-81893-183-7 |
| 7  | 21 novembre 2016 | 978-4-04-068574-8 | 5 juillet 2017    | 978-2-81894-184-3 |
| 8  | 23 janvier 2019  | 978-4-04-065549-9 | 2 octobre 2019    | 978-2-81894-690-9 |

## Drama CD
Un premier drama CD est sorti le 23 février 2012 par Edge Records et un second est sorti le 22 mars 2014 avec l'édition limitée du tome 6,.

### Édition japonaise
1. 1 2  Tome 1
2. 1 2  Tome 2
3. 1 2  Tome 3
4. 1 2  Tome 4
5. 1 2  Tome 5
6. 1 2  Tome 6
7. 1 2  Tome 7
8. 1 2  Tome 8

### Édition française
1. 1 2  Tome 1
2. 1 2  Tome 2
3. 1 2  Tome 3
4. 1 2  Tome 4
5. 1 2  Tome 5
6. 1 2  Tome 6
7. 1 2  Tome 7
8. 1 2  Tome 8